# Leukokomas
Leukokomas (altgriechisch Λευκοκόµας Leukokómas) ist in der griechischen Mythologie ein hübscher kretischer Jüngling aus der Hafenstadt Leben.
Nach Theophrastos verlangte er von seinem Liebhaber Euxynthetos schwierige Aufgaben, darunter das Herbeischaffen eines gefährlichen Hundes von Praisos. Die Sage wurde von Plutarch als ein Beispiel benutzt, um darzulegen, dass Eros einen Geliebten, der gegenüber seinem Liebhaber rücksichtslos handelt, bestraft.
Nach Konon umwarb der Knossier Promachos den Leukokomas, der ihm jedoch gefahrvolle Aufgaben stellte. Nachdem Promachos schon mehrere Aufgaben bewältigt hatte und Leukokomas seinem Liebeswerben nicht nachgab, setzte er vor dessen Augen einen berühmten Helm auf den Kopf eines anderen hübschen Jünglings, worauf sich Leukokomas aus Eifersucht mit dem Schwert selbst tötete.